# Kyōgoku
Kyōgoku (京極町?) è una cittadina giapponese della prefettura di Hokkaidō.